# Schlosspark Lütetsburg

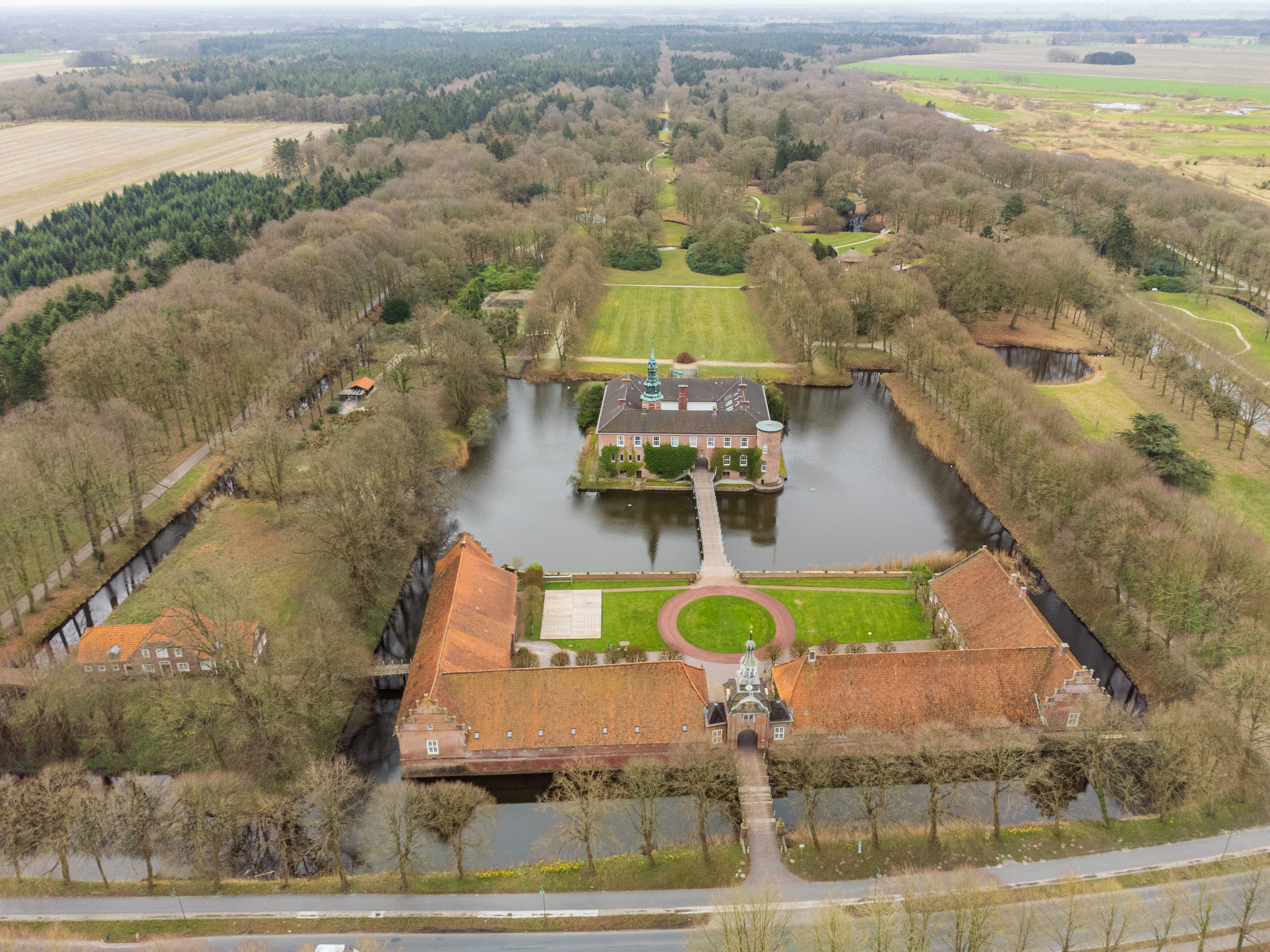
Schloss und Park Lütetsburg

Der Schlosspark Lütetsburg, auch Lütetsburger Park genannt, befindet sich in der Gemeinde Lütetsburg in Ostfriesland. Er geht in seinen Ursprüngen auf das beginnende 18. Jahrhundert zurück. Sein heutiges Aussehen erhielt das an das namensgebende Schloss angrenzende Gartenareal in den Jahren 1790–1813. Er gilt als der größte private Englische Landschaftsgarten Norddeutschlands und zählt zu den wenigen auf dem Kontinent erhaltenen Beispielen des frühromantischen Gartentyps.

## Geschichte

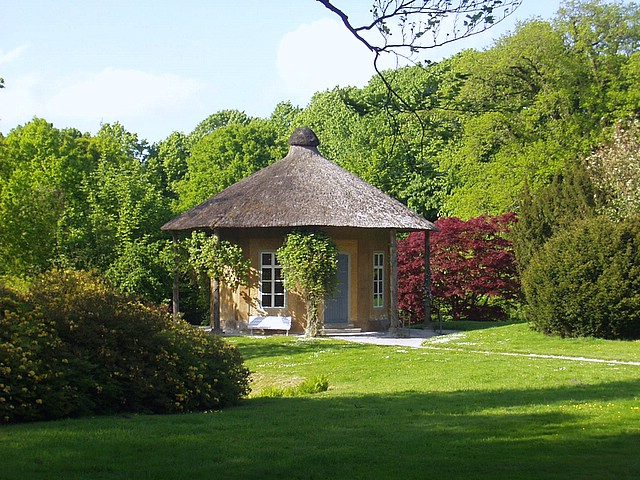
Der Freundschaftstempel im Schlosspark

Der Schlosspark war Anfang des 18. Jahrhunderts im architektonisch-niederländischen Stil des Barock gestaltet worden und wies dem damaligen Zeitgeist entsprechend eine kleinteilige Parzellierung auf. Ende des 18. Jahrhunderts war er wüst gefallen. Edzard Moritz zu Innhausen und Knyphausen ließ ihn daraufhin in den Jahren 1790–1813 zunächst von dem Oldenburger Hofgärtner Carl Ferdinand Bosse und später durch dessen Sohn Julius Friedrich Wilhelm Bosse neu anlegen. Nach seinen Plänen entstand auf dem heute etwa 30 Hektar großen Areal der größte private Englische Landschaftsgarten Norddeutschlands. Deutlich ist der Anlage die in der zweiten Hälfte des 18. Jahrhunderts einsetzende Hinwendung zur Romantik im Sinne Jean-Jacques Rousseaus anzusehen. Er zählt zu den wenigen auf dem Kontinent erhaltenen Beispielen dieses frühromantischen Gartentyps.
Trotz seiner angestrebten Natürlichkeit ist der Garten ein Gesamtkunstwerk, das durch Vielfalt der Bepflanzung, der Verschiedenartigkeit von Wanderwegen, Wasserläufen und kleinen Seen den Eindruck ständig neuer Perspektiven und naturhafter Stimmungen erzeugt. Der Park, für den Wörlitz konzeptionell ein Vorbild bot, zeigt starke Einflüsse aus der chinesischen Gartenkunst, die in den geschlängelten Wasserläufen, Inseln, Brücken und reetgedeckten Gartengebäuden zum Ausdruck kommen.
Den Erdaushub für die Gräben und Seen warfen die Arbeiter zu einer der höchsten Erhebungen Ostfrieslands auf, dem nach Häuptling Unico Manninga (1529–1588) benannten Unico-Hügel. 1797 entstanden im Park die Insel der Seligen, auf der seither die verstorbenen Angehörigen des Geschlechts bei Sonnenaufgang beigesetzt werden, und das runde Teehaus, der Tempel der Freundschaft. Ein Medaillonbildnis im Inneren des Baus erinnert an Edzard Mauritz’ Gartenfreund Johann Ludwig Ransleben, einen preußischen Finanzbeamten. Zu Ehren verstorbener Familienmitglieder ließ Edzard Mauritz mehrere Monumente in dem Garten aufstellen, so 1793 die Steinpyramide auf der Insel der Seligen, den Tempel der Natur zum Gedenken an seine Frau sowie die Carolineninsel mit dem Denkmal zur Erinnerung an seine Tochter. 1802 erfolgte der Bau der Norwegischen Kapelle. Sie ist ein polygonaler Bau aus rohen Hölzern. Die Inschrift in der Kuppel lautet Natur und Tugend führen zu Gott. Sie war das Lebensmotto Edzard Mauritz.
Nachdem der Park stark verwildert war, ließ Fürst Wilhelm Edzard zu Inn- und Knyphausen (1908–1978) das Areal ab 1932 grundlegend restaurieren. Nach dem Ende des Zweiten Weltkrieges mussten die Arbeiten nahezu von vorn begonnen werden, nachdem 150 Bomben auf das Schloss und den Park gefallen waren. Wilhelm Edzard ließ die Trichter mit Erde auffüllen und legte zwei Lindenalleen an. Erst 1970 war die Wiederherstellung des Gartens, der 1990 um zwei Hektar in Richtung Süden erweitert wurde, weitgehend abgeschlossen. Durch den der Öffentlichkeit zugänglichen Park führt ein ca. fünf Kilometer langes Wegenetz.

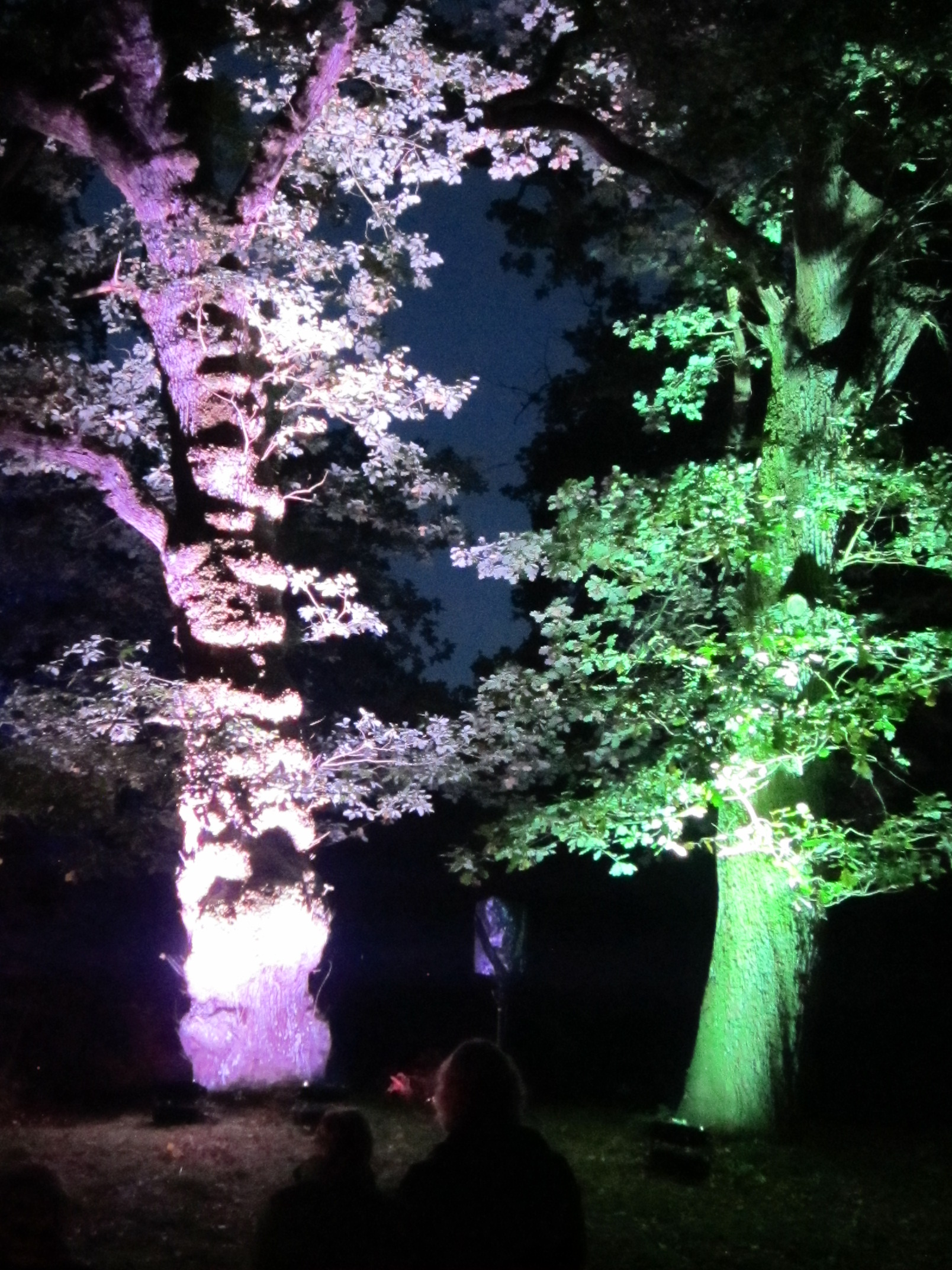
Illuminierter Schlosspark

Neben dem Schlosspark befindet sich seit 2009 eine Golf-Anlage mit einem öffentlichen und einem weiteren für einen Golfclub reservierten Platz, jeweils mit neun Löchern.
Dort befindet sich auch ein Haltepunkt der Museumseisenbahn auf der Ostfriesischen Küstenbahn von Norden nach Dornum.
Seit 2015 wird alljährlich im Frühherbst im Schlosspark von Lütetsburg das Lichtkunstfestival „Illumina“ durchgeführt. Dabei werden Bäume illuminiert, aber auch Lichtinstallationen aufgebaut. Die Darbietung wird durch Klangeffekte und gesprochene Texte akustisch untermalt. Zu den vierzehn Szenarien führte 2017 ein ca. zwei Kilometer langer Rundkurs.